# پادشاهی عمورو
پادشاهی آمورو (زبان سومری:𒈥𒌅𒆠 MAR.TUKI؛ زبان اکدی:𒀀𒈬𒌨𒊏 Amûrra) یک دولت عموری بود که حدود ۲۰۰۰ سال پیش از میلاد در منطقه‌ای شامل شمال لبنان و شمال غربی سوریه امروزی تأسیس شد. این پادشاهی نقش مهمی در تحولات سیاسی عصر برنز متأخر داشت.

## تاریخچه

### خاستگاه و هویت
ساکنان آمورو به زبان عموری صحبت می‌کردند که یک زبان منقرض شده از شاخه شمال غربی زبان‌های سامی بود.
این پادشاهی نام خود را از خدای عمورو گرفته است، اگرچه رابطه دقیق بین این دو مشخص نیست.
ساکنان آمورو به زبان آموری سخن می‌گفتند که زبانی منقرض شده از شاخه شمال غربی زبان‌های سامی بود. نام این پادشاهی از خدای آمورو گرفته شده بود، هرچند ارتباط دقیق بین این دو مشخص نیست.

### دوره عبدی-آشیرتا
عبدی-آشیرتا در قرن ۱۴ پیش از میلاد با اتحاد قبیله‌های حابیرو مناطق وسیعی را تحت کنترل گرفت. این اقدامات موجب اعتراض ریب-هدا پادشاه بیبلوس به آمنهوتپ سوم شد.

### دوره آزیرو
آزیرو جانشین عبدی-آشیرتا شد و پس از مدتی به امپراتوری هیتی پیوست. او در نامه‌ای به آخناتون از ترس خود از هیتی‌ها سخن گفت.

### روابط با قدرت‌های بزرگ
آمورو در نبرد مشهور کادش ابتدا در کنار مصر و سپس در طرف هیتی‌ها جنگید. پادشاهان بعدی آمورو مانند بنتشینا و شاوشگامووا درگیر مناسبات پیچیده سیاسی با اوگاریت و هیتی‌ها بودند.

## فرهنگ و جامعه
مهم‌ترین منابع درباره آمورو شامل:
- نامه‌های آمارنا
- متون اوگاریت
- اسناد هیتی[۱۱]